# FIDIC
Die FIDIC, Fédération Internationale des Ingénieurs Conseils (frz.) bzw. International Federation of Consulting Engineers (engl.) ist der bedeutendste internationale Dachverband von nationalen Verbänden beratender Ingenieure im Bauwesen. Die FIDIC hat ihr Büro in Genf, Schweiz.

## Ziele
Die Vereinigung hat den satzungsgemäßen Zweck, durch nationale Mitgliederverbände eine große Zahl von beratenden Ingenieuren bzw. Ingenieurgesellschaften international zu vertreten, die Mitglieder mit Lösungen für Geschäftspraktiken zu unterstützen, Berufsregeln (Ehrenkodex) zu definieren und zu fördern, den Ruf des Beratenden Ingenieurs zu verbessern und die Verpflichtung der Mitglieder auf eine nachhaltige Entwicklung zu fördern.
Der deutsche Mitgliedsverband der FIDIC ist der Verband Beratender Ingenieure (VBI).

## FIDIC-Verträge
Im Rahmen dieser Tätigkeit wurden von ihr die FIDIC-Bauverträge als standardisierte Musterverträge für internationale Bauvorhaben entwickelt. Diese Vertragsmuster haben international eine ähnliche Bedeutung wie im deutschen Markt die VOB/B. Sie basieren auf dem angelsächsischen Rechtssystem, sind jedoch so konzipiert, dass durch sehr umfassende und detaillierte vertragliche Regelungen ein Rückgriff auf nationale gesetzliche Vorschriften möglichst vermieden werden kann. Sie bieten sich daher insbesondere bei Großbauvorhaben mit internationalen Beteiligten an. Die FIDIC-Verträge werden häufig bei der Vergabe von Aufträgen vorgeschrieben oder empfohlen, welche die Weltbank, andere multilaterale Entwicklungsbanken und die EU finanzieren (ca. 25 bis 40 Mrd. USD jährlich). Vor allem in Osteuropa werden sie auch bei frei finanzierten Investitionen häufig genutzt.
Die aktuellen Vertragsmuster (neue Auflage von 1999) sind:
- Conditions of Contract for Construction for Building and Engineering Works Designed by the Employer, Red Book
- Conditions of Contract for Plant and Design-Build for Electrical and Mechanical Plant and for Building and Engineering Works Designed by the Contractor, Yellow Book
- Conditions of Contract for EPC/Turnkey Projects, Silver Book
- Short Form of Contract, Green Book

Die Kurznamen haben sich jeweils aus der Farbe des Einbands entwickelt. Der Verband Beratender Ingenieure VBI hat zu den wesentlichen FIDIC-Vertragsmustern deutschsprachige Arbeitshilfen erarbeitet, um den Umgang mit der Materie für deutsche Unternehmen zu erleichtern. Diesem Zweck dient auch ein Seminarprogramm, das u. a. zur Erlangung der Qualifikation zum FIDIC-Adjudicator führt.
Die Vertragstypen unterscheiden sich hauptsächlich in der Art des Bauvorhabens, für das sie verwendet werden sollen. So ist die Verwendung des Red Book für Projekte geeignet, bei denen der Auftraggeber die wesentlichen Planungsleistungen erbringt, das Yellow Book hingegen für Projekte, bei denen hauptsächlich der Auftragnehmer die Planung zu erbringen hat. Das Silver Book eignet sich für Schlüsselfertigbau; das Green Book ist schließlich dann zu verwenden, wenn es sich um einfachere Bauvorhaben mit geringem Auftragsvolumen und relativ kurzer Bauzeit handelt.
Des Weiteren sind folgende Musterverträge erhältlich, wie z. B.
- Client-Consultant Agreement (White Book)
- Sub-Consultant Agreement
- Joint Venture Agreement.